# R-13 (Montenegro)
De R-13 of Regionalni Put 13 is een regionale weg in Montenegro. De weg loopt van Cetinje naar Vosćen en is 20 kilometer lang.